# Gallina sussex
La sussex es una raza de gallina originaria del condado de Sussex (Inglaterra), donde fue un alimento importante durante siglos. Es considerada una de las razas británicas más antiguas. La considerada raza pura u originaria, se exhibió por primera vez en el primer espectáculo avícola en el zoológico de Londres en 1845. La raza sussex fue una de las gallinas que más abastecían desde el inicio a los mercados de Londres. A medida que crecía la demanda y llegaban nuevas especies de origen asiático a finales de siglo XIX, comenzaron a cruzarla con otras razas como brahma, cochinchina o dorking. Así obtuvieron una gallina de aún más volumen y corpulencia, consiguiendo satisfacer la demanda del exigente mercado londinense. 
Originalmente, sus colores eran el marrón, rojo y manchado, siendo el blanco la última variedad. La raza es apreciada como ave de mesa por su carne blanca y suave pero hoy en día son una raza popular para exposiciones, así como para la cría artesanal. La raza ha hecho una contribución enorme a las actuales razas de aves de corral industriales e incluso es un antepasado de casi todos los modernos pollos de engorde; también es una de las más viejas castas de pollo, que existe hoy en día. Antiguamente fue criada para celebrar la coronación del rey Jorge, donde esta raza comenzó a ser popular entre las demás aves de corral.

## Características
Se crio para ser un ave de doble propósito y es una de las razas más productivas de aves de corral. Pone huevos de gran tamaño, que van del crema al marrón claro. Una persona que posee una gallina de esta raza debe esperar aproximadamente 240 a 260 huevos al año, siendo las variedades blancas las más productoras. 
Es una gallina de gran tamaño, rústica y dócil. De figura cuadrada y dorso largo, tiene una cresta mediana, orejillas rojas y patas de un color claro. Su color clásico es el blanco armiñado de negro (destacan sobre el plumaje blanco una plumas negras en la cola y en el cuello, formando una especie de 'collar'). También aparece plumaje negro al final de las alas. Estas características en el plumaje son idénticas tanto el macho como la hembra.
Se adapta bien a cualquier clima y entorno. Debido a sus muchas plumas, tiene gran capacidad para resistir el frío, lo que la hace ideal para climas de bajas temperaturas.
A lo largo del siglo XX, se ha mezclado con otras variedades de gallinas dando lugar diversos colores, como el leonado armiñado de negro y rojo, con el plumaje leonado en vez de blanco puro. También hay una variedad plateada, blanca entera y tricolor. 

Peso medio:
| Gallo       | 4,1 kg |
| Gallina     | 3,2 kg |
| Gallo Joven | 3,4 kg |
| Cría        | 2,7 kg |

## Tipos
- Speckled Sussex
- White Sussex
- Buff sussex
- Silver sussex